# 茂木友三郎
茂木 友三郎（もぎ ゆうざぶろう、1935年（昭和10年）2月13日 - ）は、日本の経営者。キッコーマン株式会社取締役名誉会長・取締役会議長。父はキッコーマン中興の祖・茂木啓三郎元社長。茂木賢三郎独立行政法人日本芸術文化振興会理事長は弟。
コロンビア大学コロンビア・ビジネス・スクールで経営学修士の学位を修得し、コロンビア大学名誉理事も務めた。日本経済団体連合会常任理事、経済同友会終身幹事、文部科学省中央教育審議会副会長、産業教育振興中央会会長、慶應義塾評議員・理事、日本国際フォーラム顧問、日本経営協会会長等を歴任。
2014年6月に公益財団法人日本生産性本部会長に79歳という異例の老齢で就任した。同財団に事務局を置く新しい日本をつくる国民会議（21世紀臨調）共同代表、日本アカデメイア共同塾頭、一般社団法人全日本・食学会名誉理事 でもある。

## 経歴
- 1953年、東京都立上野高等学校卒業[2]。
- 1958年、慶應義塾大学法学部政治学科卒業[3]。
  - 同年4月、野田醤油（現・キッコーマン）入社。
- 1961年、コロンビア大学コロンビア・ビジネス・スクール経営学修士課程（MBA取得）修了。
- 1977年、キッコーマン醤油海外事業部長。
- 1979年、キッコーマン取締役[4]。
- 1995年、キッコーマン代表取締役社長CEO。
  - 同年4月、社団法人経済同友会副代表幹事。
- 2001年、HOYA株式会社取締役。
  - 同年6月、東武鉄道監査役[4]。
- 2002年、日本経済団体連合会常任理事。
  - 同年6月、東京瓦斯（東京ガス）株式会社取締役。
- 2003年、NTTドコモアドバイザリー・ボード・メンバー。
  - 同年6月、帝人株式会社取締役。
- 2004年、キッコーマン代表取締役会長CEO。
- 2005年、明治安田生命保険相互会社取締役。
- 2007年、特定非営利活動法人日本食レストラン海外普及推進機構理事長[5]。
- 2008年、株式会社フジテレビジョン監査役[4]。
- 2009年、カルビー株式会社取締役[4]。
- 2011年、キッコーマン取締役名誉会長・取締役会議長。
- 2014年、公益財団法人日本生産性本部会長。
- 2016年、株式会社オリエンタルランド取締役[4]。
- 2025年、公益財団法人日本生産性本部名誉会長[6]。

## 受章
- 藍綬褒章（1999年）
- 日本PR大賞 特別賞（2002年）
- オランダ王国オレンジ・ナッソー勲章（2003年）
- ドイツ連邦共和国功労勲章大功労十字章（2006年）
- 文化功労者（2018年）[7]
- 第19回後藤新平賞（後藤新平の会主催）（2025年）[8]

## 公職等
- 農林水産物等輸出促進全国協議会会長
- 財団法人日蘭学会理事
- 公益財団法人日本国際フォーラム顧問
- 公益財団法人日本生産性本部名誉会長
- 新しい日本をつくる国民会議（21世紀臨調）共同代表
- 日本アカデメイア共同塾頭
- 行政支出総点検会議座長
- 東アジア食品産業活性化戦略会議座長
- 米国ウィスコンシン州名誉大使
- 慶應義塾評議員・理事
- 東京都立上野高等学校同窓会東叡会元会長
- コロンビア大学名誉理事
- 文部科学省中央教育審議会副会長
- 日独フォーラム日本側座長
- 日本米国中西部会会長
- 日韓フォーラム日本側座長
- 行政減量・効率化有識者会議座長
- 公益社団法人経済同友会終身幹事
- 行政刷新会議議員
- 公益社団法人野田青年会議所創立発起人代表
- 行政改革懇談会（2012年、民主党政権下）
- 一般社団法人日本経営協会顧問
- 公益財団法人総合研究開発機構評議員

## 人物
- コロンビア大学ビジネススクールで、1961年に日本人第1号としてMBA（経営学修士）を取得した[9]。

## 著書
- 『国際ビジネス学入門―海外事業活動の手引き』（1969年、実業之日本社）ASIN B000J9RAWS
- 『苦悩するアメリカ企業 その資金・資金と政策』（著者:R.J.バーバー、訳者:茂木友三郎）（1971年、日本生産性本部）
- 『海外現地生産のすすめ方 調査・立案・設立・操業・経営』（1975年、東洋経済新報社）ISBN 9784492080856
- 『「醤油」がアメリカの食卓にのぼった日 食文化輸出戦略』（1983年4月1日、PHP研究所）ISBN 4569209998
- 『海外ビジネススクール入門 ビジネス参謀学のすすめ』（1984年1月、日本英語教育協会）ISBN 978-4817727220
- 『摩擦なき国際戦略 海外ビジネスの基本条件』（1988年12月20日、セルネート出版）ISBN 491568508X
- 『決断と挑戦のためのトリガー・ポイント 未来経営ハンドブック』（著者:マイケル・J.カミ、訳者:茂木友三郎）（1990年9月5日、ティビーエス・ブリタニカ）ISBN 9784484901206
- 『美味良縁 二十五人の昼膳交友録』（2002年5月31日、日経BP企画）- 『味の手帖』に掲載されたものを再編集したもの ISBN 4931466672
- 『キッコーマンのグローバル経営 日本の食文化を世界に』（2007年10月23日、生産性出版）ISBN 4820118250
- 『私の経営学(2)』（共著: 福原義春・梯郁太郎,・佐野實・小松安弘）（2011年3月1日、商工中金経済研究所）ISBN 9784904735060
- 『国境は越えるためにある 「亀甲萬」から「KIKKOMAN」へ』（2013年6月10日、日本経済新聞出版社）ISBN 9784532318901

## テレビ出演
- 日経スペシャル カンブリア宮殿（テレビ東京）
  - 世界を変えた！スッゴイ挑戦スペシャル 激変の時代こそ挑め...成功を掴むDNA（2013年3月21日）[10]
  - 縮小市場でも成長を続ける奇跡の経営 世界に醤油を広めたレジェンドが指南！（2019年10月24日）[11]